# Temporada do Avaí Futebol Clube de 1923
Um ano após o primeiro centenário do Brasil, 1923, é um ano cheio de problemas para o país. Uma crise política jamais vista se instala e o então presidente Arthur Bernardes, em estado de sítio, vê-se obrigado a governar com mão-de-ferro. A imprensa nacional ajuda tentando uma amnistia enquanto os ministros tentam renegociar a dívida externa em um novo empréstimo com banqueiros estrangeiros.
Na capital catarinense, o ano de 1923 ainda é pacato apesar de todos os problemas sendo vividos pelo país, mas Florianópolis, apesar de tamanha beleza natural e da bela ponte Hercílio Luz, ainda é uma cidade pequena. O divertimento dos moradores ainda é conversar na praça XV de Novembro no centro da cidade, e curtir as grandes e tão tradicionais disputas de remo da região e os saraus.
Apesar da grande crise política sendo enfrentada pelo Brasil, os jovens provenientes de famílias nobres do país, os conhecidos aristocratas, praticavam aos finais de semana o tradicional remo e um esporte novo proveniente da Inglaterra mas de nome complicado, o foot-ball.
O privilégio de somente os aristocratas praticarem o foot-ball, perdurou até a Década de 1920, quando percebeu-se que a habilidade para a pratica do esporte, o ótimo preparo físico e a força dos operários da época contribuíam muito para que estes também viessem a praticá-lo. Assim o foot-ball começou a ser difundido e logo tornou-se uma paixão nacional.
Tudo começou quando em setembro de 1923, o comerciante de Florianópolis chamado Amadeu Horn conheceu um grupo de garotos, praticantes assíduos do futebol, e que organizavam seus jogos na rua Frei Caneca no bairro Pedra Grande. Amadeu então resolveu realizar o sonho daqueles garotos, que era poder utilizar os "ternos" (termo utilizado na época para designar o uniforme) durante os jogos bem como os times famosos utilizavam. Foi então que o comerciante doou um kit de futebol aos garotos que, além de ganharem uma bola e chuteiras, ainda foram agraciados com os tão sonhados "ternos" contendo camisetas listradas em azul e branco e calções e meias azuis, em homenagem ao seu clube de remo de coração, o Riachuelo.
Após isso o grupo de garotos se reuniu, no campo do Baú, para o primeiro jogo com os novos uniformes contra o time do Humaitá da localidade de Pedra Grande. O então Independência (nome previamente escolhido), venceu o jogo. Infelizmente o placar do jogo e o nome dos artilheiros perderam-se no tempo, jamais alguém saberá quem marcou o primeiro gol da história do time.
Foi então que, num sábado em 1º de setembro de 1923 em uma reunião na casa do Sr. Amadeu Horn no bairro Pedra Grande (atual Agronômica), ficou decidido que iriam fundar um clube. O nome escolhido seria Independência e o presidente seria o idealizador, o Sr. Amadeu. Eis que, atrasado para a reunião, Arnaldo Pinto de Oliveira chega e influencia o grupo a trocar o nome, já que, Independência seria um nome complicado para a torcida gritar em apoio ao time. Como naquela época Arnaldo estava lendo um livro sobre a história do Brasil, ele sugeriu o nome Avahy, em referência à Batalha do Avahy. Todos apoiaram a ideia. Foi redigida a ata de fundação do clube com a mensalidade no valor de 10 tostões, iniciando-se aí a gloriosa história do então Avahy Foot-ball Club. A grafia do nome que conhecemos atualmente (Avaí Futebol Clube), veio a partir de 1937.
Neste ano, não foram registrados jogos oficiais.